# Præfiks (talord)
 For alternative betydninger, se Præfiks (flertydig). (Se også artikler, som begynder med Præfiks)
Præfikstalord eller præfiksnumeralier af græsk, latinsk og sanskrit oprindelse anvendes blandt andet i kemi og matematik.
Indenfor kemi anvendes mest græske talord, men latinske talord ses også - og disse talord kaldes blandt andet også kemiske præfikser og kemiske talord.

## Tabel over præfiks talord
| Tal                         | Latinsk præfiks                          | Latinsk præfiks                          | Latinsk præfiks                           | Latinsk præfiks  | Græsk præfiks                           | Græsk præfiks                          | Sanskrit        |
| Tal                         | Kardinal                                 | Multipel                                 | Distributiv                               | Ordinal          | Kardinal                                | Multipel                               | Sanskrit        |
| --------------------------- | ---------------------------------------- | ---------------------------------------- | ----------------------------------------- | ---------------- | --------------------------------------- | -------------------------------------- | --------------- |
| 0                           | nulli-                                   | nulli-                                   | nulli-                                    | –                | –                                       | –                                      | –               |
| 1⁄12                        | unci-                                    | unci-                                    | unci-                                     | –                | –                                       | –                                      | –               |
| 1⁄8                         | octant-                                  | –                                        | –                                         | –                | –                                       | –                                      | –               |
| 1⁄6                         | sextant-                                 | –                                        | –                                         | –                | –                                       | –                                      | –               |
| 1⁄4                         | quadrant-                                | –                                        | –                                         | –                | –                                       | –                                      | –               |
| 1⁄3                         | trient-                                  | –                                        | –                                         | –                | –                                       | –                                      | –               |
| 1⁄2                         | semi-                                    | –                                        | demi-                                     | –                | hemi-                                   | –                                      | –               |
| 3⁄4                         | dodrant-                                 | –                                        | –                                         | –                | –                                       | –                                      | –               |
| 1                           | uni-                                     | sim-                                     | singul-                                   | prim-            | hen-                                    | mono-, haplo-                          | eka-            |
| 1 ⁄4                        |                                          | quasqui-                                 |                                           |                  |                                         |                                        |                 |
| 1 ⁄2                        |                                          | sesqui-                                  |                                           |                  |                                         |                                        |                 |
| 2                           | du-                                      | bi-, bis-                                | bin-                                      | second-          | di-, dy-, duo-                          | dis-, dyakis-                          | dvi-            |
| 3                           | tri-                                     | ter-                                     | tern-, trin-                              | terti-           | tri-                                    | tris-, triakis-                        | tri-            |
| 4                           | quadri-, quadru-                         | quater-                                  | quatern-                                  | quart-           | tetra-                                  | tetrakis-                              | chatur-         |
| 5                           | quinque-                                 | –                                        | quin-                                     | quint-           | penta-                                  | pentakis-                              | pancha-         |
| 6                           | sexa-                                    | –                                        | sen-                                      | sext-            | hexa-                                   | hexakis-                               | shat-           |
| 7                           | septem-, septi-                          | septem-, septi-                          | septen-                                   | septim-          | hepta-                                  | heptakis-                              | sapta-          |
| 8                           | octo-                                    | –                                        | octon-                                    | octav-           | ogdo-, octa-, octo-                     | octakis-                               | ashta-          |
| 9                           | novem-                                   | novem-                                   | noven-                                    | nona-            | ennea-                                  | enneakis-                              | navam-          |
| 10                          | decem-, dec-                             | decem-, dec-                             | den-                                      | decim-           | deca-                                   | decakis-                               | dasham-         |
| 11                          | undec-                                   | undec-                                   | unden-                                    | undecim-         | hendeca-                                | hendecakis-                            | ekadasham-      |
| 12                          | duodec-                                  | duodec-                                  | duoden-                                   | duodecim-        | dodeca-                                 | dodecakis-                             | dvadasham-      |
| 13                          | tredec-                                  | tredec-                                  | treden-                                   | tredecim-        | tri(skai)deca-                          | tri(skai)decakis-                      | trayodasham-    |
| 14                          | quattuordec-                             | quattuordec-                             | quattuorden-                              | quattuordecim-   | tetra(kai)deca-                         | tetra(kai)decakis-                     | chaturdasham-   |
| 15                          | quinquadec-, quindec-                    | quinquadec-, quindec-                    | quinden-                                  | quindecim-       | penta(kai)deca-, pente(kai)deca-        | penta(kai)decakis-, pente(kai)decakis- | panchadasham-   |
| 16                          | sedec-, sexdec- (men hybrid hexadecimal) | sedec-, sexdec- (men hybrid hexadecimal) | seden-                                    | sedecim-         | hexa(kai)deca-, hekkaideca-             | hexa(kai)decakis-                      | shodasham-      |
| 17                          | septendec-                               | septendec-                               | septenden-                                | septendecim-     | hepta(kai)deca-                         | hepta(kai)decakis-                     | saptadasham-    |
| 18                          | octodec-                                 | octodec-                                 | octoden-                                  | octodecim-       | octo(kai)deca-, octa(kai)deca-          | octo(kai)decakis- octa(kai)decakis-    | ashtadasham-    |
| 19                          | novemdec-, novendec-                     | novemdec-, novendec-                     | novemden-                                 | novemdecim-      | ennea(kai)deca-                         | ennea(kai)decakis-                     | navadasham-     |
| 20*                         | viginti-                                 | viginti-                                 | vicen-, vigen-                            | vigesim-         | icosa-, icosi-, eicosa-                 | eicosakis-                             | vimshati-       |
| 24                          |                                          |                                          |                                           |                  | icositetra-, icosikaitetra-, tetracosa- |                                        | chaturvimshati- |
| 30                          | triginti-                                | triginti-                                | tricen-                                   | trigesim-        | triaconta-                              | triacontakis-                          | trimshat-       |
| 40                          | quadraginti-                             | quadraginti-                             | quadragen-                                | quadragesim-     | tetraconta-                             | tetracontakis-                         | chatvarimshat-  |
| 50                          | quinquaginti-                            | quinquaginti-                            | quinquagen-                               | quinquagesim-    | pentaconta-, penteconta-                | pentecontakis-                         | panchashat-     |
| 60                          | sexaginti-                               | sexaginti-                               | sexagen-                                  | sexagesim-       | hexaconta-, hexeconta-                  | hexecontakis-                          | shasti-         |
| 70                          | septuaginti-                             | septuaginti-                             | septuagen-                                | septuagesima-    | heptaconta-, hebdomeconta-              | hebdomecontakis-                       | saptati-        |
| 80                          | octogint-                                | octogint-                                | octogen-                                  | octogesim-       | octaconta-, ogdoëconta-                 | ogdoëcontakis-                         | ashiti-         |
| 90                          | nonagint-                                | nonagint-                                | nonagen-                                  | nonagesim-       | enneaconta-, eneneconta-, enneneconta-  | enneacontakis-                         | navati-         |
| 100                         | centi-                                   | centi-                                   | centen-                                   | centesim-        | hecato-, hecatont-                      | hecatontakis-                          | shata–          |
| 120                         |                                          |                                          |                                           |                  | hecatonicosa-, dodecaconta-             |                                        |                 |
| 200                         | ducenti-                                 | ducenti-                                 | ducen-, bicenten-                         | ducentesim-      | diacosioi-                              | diacosakis-                            | –               |
| 300                         | trecenti-                                | trecenti-                                | trecen-, tercenten-, tricenten-           | trecentesim-     | triacosioi-                             | triacosakis-                           | –               |
| 400                         | quadringenti-                            | quadringenti-                            | quadringen-, quatercenten-, quadricenten- | quadringentesim- | tetracosioi-                            | tetracosakis-                          |                 |
| 500                         | quingent-, quincent-                     | quingent-, quincent-                     | quingen-, quingenten-, quincenten-        | quingentesim-    | pentacosioi-                            | pentacosakis-                          |                 |
| 600                         | sescenti-, sexcenti-                     | sescenti-, sexcenti-                     | sescen-, sexcenten-                       | sescentesim-     | hexacosioi-                             | hexacosakis-                           |                 |
| 700                         | septingenti-                             | septingenti-                             | septingen-, septingenten-, septcenten-    | septingentesim-  | heptacosioi-                            | heptacosakis-                          |                 |
| 800                         | octingenti-                              | octingenti-                              | octingen-, octingenten-, octocenten-      | octingentesim-   | octacosioi-                             | octacosakis-                           | –               |
| 900                         | nongenti-                                | nongenti-                                | nongen-                                   | nongentesim-     | enneacosioi-, enacosioi-                | enneacosakis-                          | –               |
| 1000                        | milli-                                   | milli-                                   | millen-                                   | millesim-        | chilia-                                 | chiliakis-                             | sahasra–        |
| 10.000                      | –                                        | –                                        | –                                         | –                | myria-                                  | myriakis-                              | ayuta–          |
| Uspecificeret (mere end én) | multi-                                   | multi-                                   | multi-                                    | –                | poly-                                   | poly-                                  | bahu–           |

## Eksempler
Matematik:
- Pentagon (5-kant)
- Pentagram
- hexagon (6-kant)
- Oktaeder
- Polygon
- Polyeder
- Unitær matrix
- Binære talsystem
- Tetration
- Triangulering
- Trigonometri

Kemi:
- Nitrogendioxid
- Dinitrogenoxid
- Carbonmonosulfid
- Tetraphosphordecaoxid
- Natriumbicarbonat
- uranhexafluorid

Andre eksempler:
- Triskele
- September - 7. måned i den Romerske kalender - selvom det er den 9. i vores Gregorianske kalender.
- Oktober - 8. måned i den Romerske kalender - selvom det er den 10. i vores Gregorianske kalender.
- November - 9. måned i den Romerske kalender - selvom det er den 11. i vores Gregorianske kalender.
- December - 10. måned i den Romerske kalender - selvom det er den 12. i vores Gregorianske kalender.
- Diagram
- Quadrokopter
- Multikopter